# 岐阜県道416号岩村停車場線
岐阜県道416号岩村停車場線（ぎふけんどう416ごう いわむらていしゃじょうせん）は、岐阜県恵那市内を通る一般県道である。

## 概要

### 路線データ
- 起点：岩村停車場
- 終点：岐阜県恵那市岩村町（国道257号・国道363号交点）

## 沿革
- 1977年（昭和52年）2月27日 ： 認定[1]

## 地理

### 通過する自治体
- 岐阜県
  - 恵那市

### 接続する道路
- 国道363号（恵那市岩村町地内から一色交差点で重複）
- 国道257号（一色交差点）

### 周辺
- 明知鉄道明知線 岩村駅
- 恵那市立岩邑小学校